# Abraliopsis morisi
Abraliopsis morisi är en bläckfiskart som först beskrevs av Jean-Baptiste Vérany 1839.
Abraliopsis morisi ingår i släktet Abraliopsis och familjen Enoploteuthidae. Inga underarter finns listade i Catalogue of Life.

## Bildgalleri

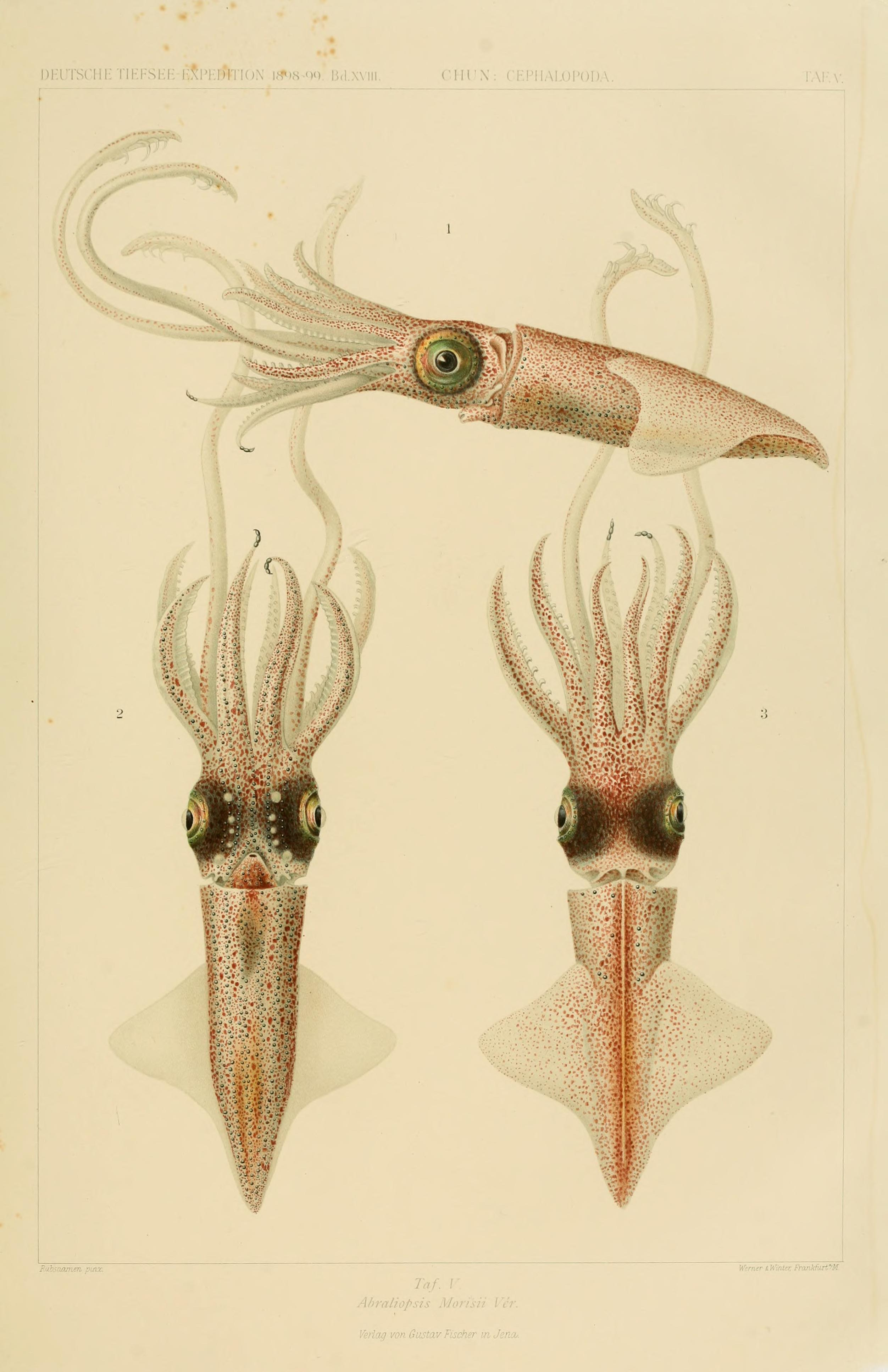